# Antelope (1546)
Antelope – angielski trójmasztowy galeas zbudowany w 1546 roku, za panowania króla Henryka VIII. Początkowo był jednostką z napędem wiosłowo-żaglowym. W 1558 roku przebudowany na galeon. Brał udział w walkach z hiszpańską Wielką Armadą w 1588 roku.

## Historia
„Antelope” został zbudowany w 1546 roku jako okręt z napędem wiosłowo-żaglowym. W momencie budowy jego wyporność wynosiła 300 ton, uzbrojenie składało się z 30 dział, załoga liczyła 170 osób. W 1558 roku okręt przebudowano na galeon, pozostawiono jedynie napęd żaglowy, zwiększono wyporność do 341 ton. W 1588 roku brał udział w walkach z Wielką Armadą, gdzie po bitwie pod Gravelines, uczestniczył w pościgu za hiszpańskimi okrętami.
Po kolejnej przebudowie w 1618 roku, okręt miał wyporność 450 ton, a jego uzbrojenie składało się z 34 dział. Podczas angielskiej wojny domowej „Antelope” był w posiadaniu sił rojalistycznych. Wiosną 1649 roku okręt został zdobyty i spalony przez należący do sił parlamentu HMS „Hapy Entrance”.